# 鈴木重生
鈴木 重生（すずき しげお、1925年10月29日 -2019年4月9日）は、日本のフランス文学者、作家、中央大学名誉教授。

## 人物
愛知県生まれ。東京府立第一中学校を経て東京大学文学部仏文科卒。中央大学法学部助教授、教授。1996年定年退任、名誉教授。ヌーヴォー・ロマンが専門、小説も書く。

## 著書
- 『ヌーヴォー・ロマン周遊 小説神話の崩壊』（中央大学出版部　1989年）
- 『ヌーヴォー・ロマン周遊 続・現代小説案内』（中央大学出版部　1999年）
- 『極楽寺古伽藍図』（菁柿堂 2000年）
- 『サン・モールの月』（菁柿堂 2004年）
- 『わが友吉行淳之介 その素顔と作品』（未知谷　2007年）
- 『遊びをせんとや生まれけむ』菁柿堂: 星雲社 (発売) 2013

### 共著
- 『フランス会話の冒険』（ノエル・ジグレル共著 白水社　1983年）
- 『明子とカトリーヌ 改訂版』（Claire Silvy共著 駿河台出版社　1984年）

### 翻訳
- 『アンドレ・ジィド＝ロジェ・マルタン・デュ・ガール往復書簡 1 (1913-27年)』（ジャン・ドレ編 中島昭和共訳　みすず書房、1971年）

## 参考
- 『文藝年鑑 2007』新潮社
- 「鈴木重生教授略年譜」仏語仏文学研究 1996-02 NAID 40003341600